# Dépôt d'étalons
Un dépôt d'étalons est un lieu, de plus petite taille qu'un haras, destiné à accueillir des étalons reproducteurs, généralement à vocation militaire. De nombreux haras nationaux étaient à l'origine des dépôts d'étalons. 

## Histoire
En France, le décret impérial de Napoléon Ier du 4 juillet 1806 a réorganisé l'élevage des chevaux en créant six haras nationaux et trente dépôts d'étalons.
La Révolution française ayant entraîné de nombreuses confiscations d'abbayes, de couvents, de monastères et d'autres établissements religieux vidés de leurs occupants, des dépôts d’étalons y sont installés par Napoléon Ier entre 1806 et 1814. Cette nouvelle vocation permet à ces établissements de perdurer jusqu'au début du XXIe siècle.
On en trouve aussi dans d'autres pays : voir par exemple le dépôt d'étalons de Dumbrava, en Roumanie.